# Tadeusz Przypkowski

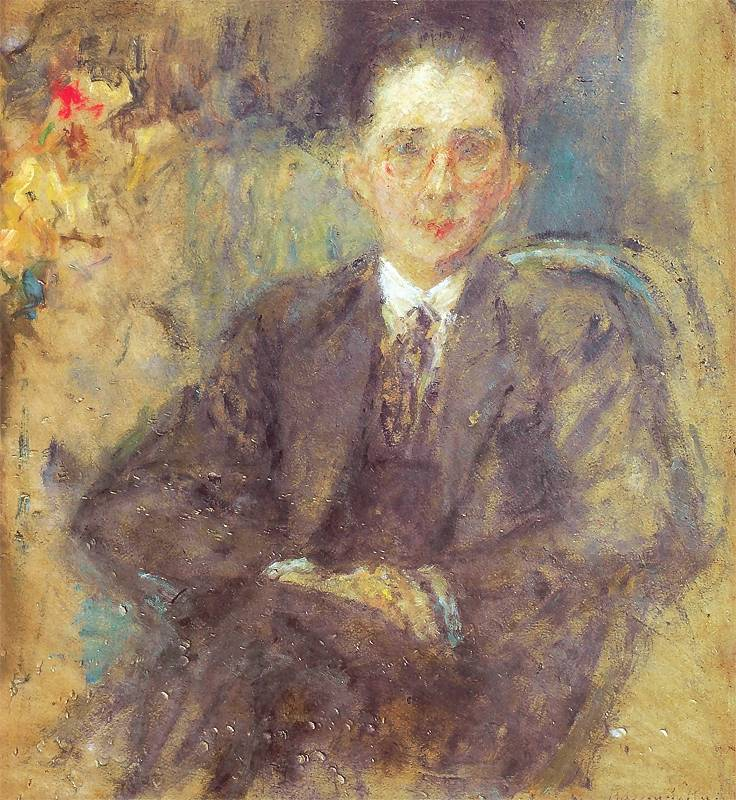
Portret Tadeusza Przypkowskiego,
obraz olejny Olgi Boznańskiej z 1930

Tadeusz Konrad Przypkowski (ur. 12 lipca 1905 w Jędrzejowie, zm. 17 grudnia 1977 tamże) – historyk sztuki, historyk nauki, kolekcjoner, bibliofil, grafik, fotografik, jeden z nielicznych w świecie gnomoników – specjalistów zajmujących się obliczeniami i projektami zegarów słonecznych. Był synem Feliksa Antoniego i Zofii z Horstów.

## Życiorys
Ukończył IV gimnazjum im. Sienkiewicza w Krakowie, a w 1923 zaczął studiować historię sztuki i historię na Uniwersytecie Jagiellońskim, tam także uzyskał w 1929 doktorat u Juliana Pagaczewskiego. Pierwszymi jego publikacjami były prace o architekturze zamku w Pieskowej Skale (Prace Komisji Historii Sztuki PAU, 1928) oraz – będąca tematem doktoratu – opublikowane w 1930 w formie streszczenia opracowanie poświęcone Janowi Pfisterowi, żyjącemu na przełomie XVI i XVII wieku rzeźbiarzowi małopolskiemu.
Wraz z Tadeuszem Szydłowskim przeprowadził w latach 1929–1930 inwentaryzację zabytków sztuki polskiego Podtatrza: Spisza i Nowotarszczyzny, wykonując m.in. dokumentację fotograficzną. Dzięki wsparciu finansowemu ojca do roku 1932 podróżował po Europie, odwiedzając m.in. Berlin, Kolonię, Paryż i Włochy. Od 1932 do wybuchu II wojny światowej pracował jako referent propagandy kulturalnej, do 1935 w magistracie krakowskim, potem w warszawskim. W 1933 otrzymał stypendium Funduszu Kultury Narodowej i odwiedził Francję, Niemcy, Belgię i Holandię. Od 1935 do 1939, już na własny koszt, odwiedził (prócz Niemiec, Francji i Włoch, gdzie był już wcześniej)  Hiszpanię, Portugalię i Bałkany oraz Anglię, Norwegię i Estonię, a także Afrykę Północną. Przygotowując się do habilitacji opublikował rozprawę o braciach Teodorze i Krzysztofie Lubienieckich, polskich malarzach okresu baroku, ale wybuch wojny pokrzyżował mu te plany.
W warszawskiej magistracie pełnił rolę doradcy prezydenta Starzyńskiego do spraw kulturalnych, zajmował się także ochroną zabytków, wydawnictwami artystycznymi i kontaktami zagranicznymi, od 1936 był sekretarzem komisji opieki nad zabytkami Warszawy, a od 1938 odpowiedzialny był także za konserwację zabytków w Centralnym Okręgu Przemysłowym. Współpracując z J. Zachwatowiczem i S. Lorentzem przyczynił się do odbudowy warszawskich murów obronnych.
W dziedzinie fotografii artystycznej otrzymywał nagrody, wyróżnienia i korzystne recenzje na wystawach zagranicznych już od lat 20., m.in. w Los Angeles (1925),  Montevideo (1931) i Mediolanie (1932). Swoje zdjęcia przetwarzał m.in. rzadko dziś stosowaną techniką przetłoku bromolejowego. 1935–1938 publikował swoje fotografie Warszawy w kilkutomowym wydawnictwie Piękno Warszawy (tekst autorstwa S. Wóycickiego), tworzył także inne grafiki, m.in. ekslibrisy. 1938–1939 należał do Fotoklubu Warszawskiego.
Po wybuchu wojny wyjechał do Lublina i Łucka, wkrótce jednak wrócił do rodzinnego Jędrzejowa, gdzie do końca wojny pracował w miejscowym szpitalu jako laborant w pracowni RTG. W tym samym czasie współpracował z Armią Krajową jako tłumacz z niemieckiego, archiwista i przy podrabianiu dokumentów. Jednocześnie zajmował się inwentaryzowaniem zabytków sztuki Kielecczyzny, zgłębiał wiedzę astronomiczną, uczył się także od ojca gnomoniki.
Pod koniec 1945 pokazał w Paryżu i Londynie wystawę Warszawa oskarża, 1946–1947 zajmował się inwentaryzowaniem zabytków sztuki na Dolnym Śląsku, w tym we Wrocławiu. Po powrocie do Jędrzejowa zajął się prywatną działalnością naukową i kulturalną oraz fotografiką, z czego  utrzymywał się do 1962, gdy został dyrektorem Państwowego Muzeum im. Przypkowskich w Jędrzejowie. W 1965  przedstawił w Instytucie Historii Kultury Materialnej PAN opublikowaną w 1963 rozprawę Naukowe pojęcie deklinacji magnetycznej w Polsce XVII wieku, na podstawie której otrzymał habilitację. Stanowisko dyrektora Muzeum w Jędrzejowie zajmował do 1975, kiedy przeszedł w stan spoczynku.

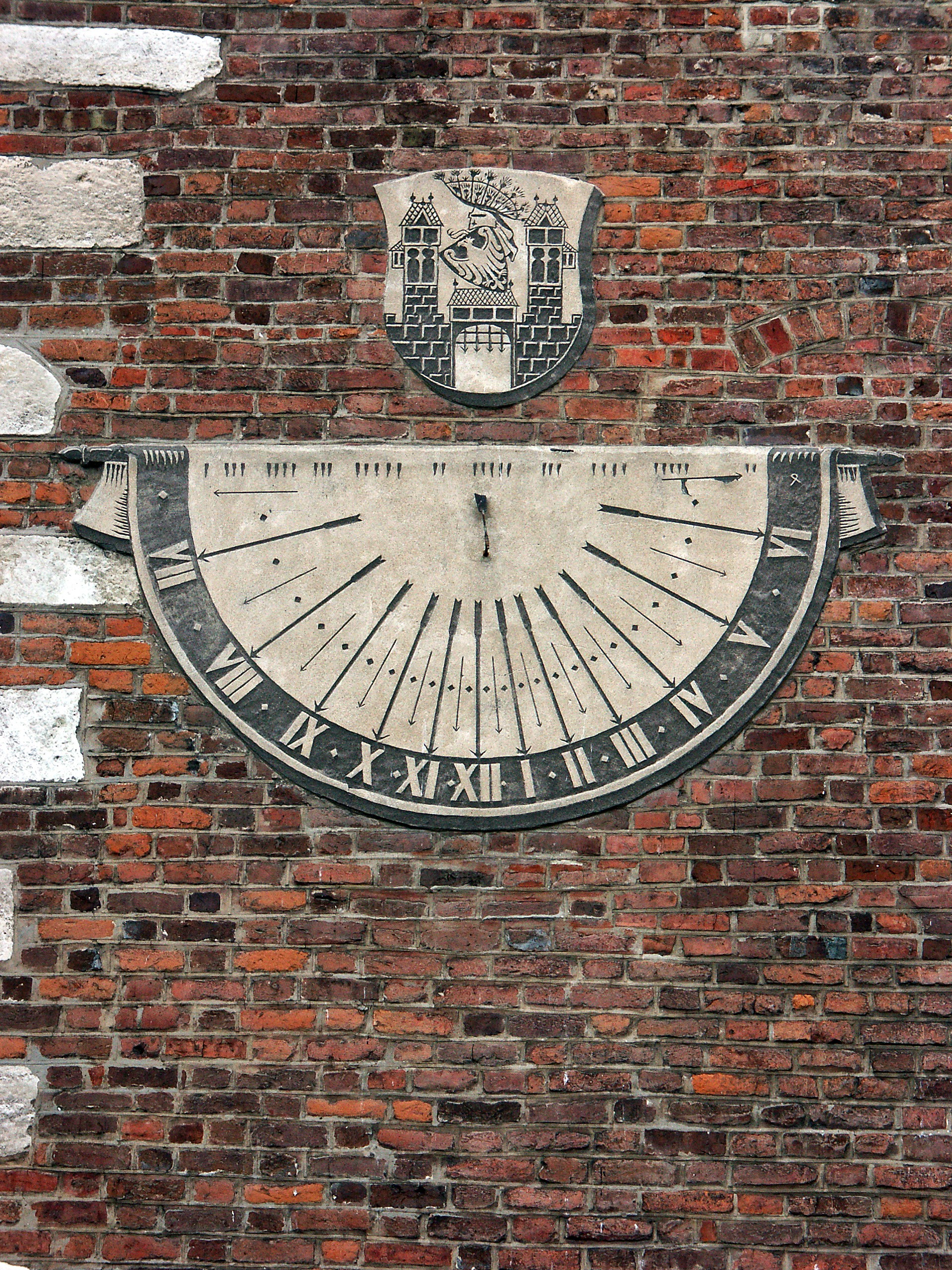
Zegar słoneczny na ścianie ratusza w Sandomierzu

Dziełem Tadeusza Przypkowskiego są liczne zegary słoneczne (część wykonał osobiście, a inne tylko obliczał i projektował), m.in. w obserwatorium w Greenwich (z ośmiu zegarów pozostał tylko jeden), a w Polsce – na Kościele Mariackim w Krakowie, Zamku Królewskim w Warszawie (zniszczone w czasie wojny), ratuszu w Sandomierzu, przed Pałacem Kultury i Nauki (od północy – w Parku Świętokrzyskim – wielokrotny z gnomonami otworkowymi, a od południa – na Pasażu Wisławy Szymborskiej – analematyczny) i na ścianach Teatru Komedia w Warszawie, na kościele w Płońsku, na fasadzie zamku w Szydłowie oraz przed kościołem pw. Matki Boskiej Szkaplerznej w Imielinie.
Tadeusz Przypkowski był portretowany przez malarzy i grafików takich jak Witold Chomicz, Jadwiga Żychowiczówna (1925), Olga Boznańska (1930), Stefan Mrożewski (1943), Monika Żeromska (1945), Maja Berezowska (1946) Włodzimierz Bartoszewicz (1973), Krzysztof Jackowski (1977), był również portretowany na licznych fotografiach przez własne dzieci. Jego postać zainspirowała także Stefana Otwinowskiego (1910-1976) do stworzenia postaci Erazma Lubienieckiego w powieści Julia w 1957.
Zmarł 17 grudnia 1977 i został pochowany na cmentarzu św. Trójcy w Jędrzejowie.
Z małżeństwa ze Stefanią z Ossowskich (zmarłą w 1983, wdową po Witoldzie Hulewiczu i byłą więźniarką Ravensbrück) miał syna Piotra Macieja, historyka sztuki i dyrektora Muzeum im. Przypkowskich w Jędrzejowie, oraz córkę, Agnieszkę Remuszkową.